# François Clouet
Pour les articles homonymes, voir Clouet.
François Clouet, dit Janet, est un peintre français, né à Tours avant 1520 et mort le 22 décembre 1572 à Paris.
Il est le fils de Jean Clouet, et, comme son père, travaille au service de la Cour et se distingue dans l’art du portrait.

## Biographie
Il est le fils de Jean Clouet, à qui il succède dans la charge de peintre officiel de la Cour dès la mort de ce dernier.
Il a peut-être été élève de Hans Holbein le Jeune. 
On ne possède guère plus de renseignements sur la vie de François que sur celle de son père ; son acte de décès indique qu'il n'était pas marié et qu'il avait deux filles naturelles. On ne sait rien de ses travaux pour le roi François Ier jusqu'aux obsèques de celui-ci qu'il dût organiser (moulage du masque mortuaire du roi).
Deux tableaux de lui seulement sont signés : le Portrait de Pierre Quth (au musée du Louvre) et la Dame au bain (conservé à la National Gallery of Art, Washington DC).
Néanmoins, il est probable qu'il fut l'auteur des portraits officiels des rois de France qu'on lui attribue généralement, Henri II (musée du château de Versailles, musée des Offices et palais Pitti à Florence), Charles IX (Kunsthistorisches, Vienne), ainsi que d'autres portraits, Claude de Beaune (Louvre), Jeanne d'Albret, Marguerite de France (musée Condé, Chantilly). Ces attributions s'appuient généralement sur les dessins de Clouet, au nombre d'une cinquantaine, conservés au Cabinet des estampes de la Bibliothèque nationale à Paris, au British Museum à Londres et au musée Condé de Chantilly.
Il est fort difficile de distinguer entre la main de François Clouet et celle de certains portraitistes contemporains qui furent sans doute ses auxiliaires. Les collections de portraits étaient alors très à la mode, et Catherine de Médicis les classait et les annotait par familles.
Ce jeu que permettait le dessin était très prisé à la Cour; les personnes moins riches pouvaient le faire avec des gravures plus grossières. Animée par un goût similaire, la reine Victoria collectionnait les photographies des membres des grandes familles. C'est un des aspects les plus significatifs du XVIe siècle que révèlent ces galeries de portraits peints, dessinés ou gravés.
Les dessins de François Clouet et de ses collaborateurs se distinguent toutefois par leur finesse et par leur expressivité de toute une production parfois d'une qualité honorable, mais souvent d'une grande médiocrité.

## Œuvre
François Clouet continue l’œuvre de portraitiste de son père, et son art présente beaucoup d'analogie avec le style dont Jean a été l’inventeur : même sobriété, concentration sur la recherche de ressemblance et même soin d'éviter tout détail superflu. Mais il va plus loin notamment dans ses œuvres de thématiques galantes (la Dame au bain) et satiriques (La Farce des Grecs descendue).

### Dessins
Les dessins de François ne possèdent pas la légèreté aérienne de ceux de Jean, mais en tant que portraits ils ne sont pas moins saisissants, et c'est lui le premier qui s'est avisé de leur donner un fini qui atteste qu'il ne les considérait plus comme des esquisses préparatoires, mais comme des œuvres d'art achevées en elles-mêmes. On pourrait dire, que les 54 dessins authentiques de François Clouet, répartis entre le musée Condé de Chantilly et le cabinet des estampes, à Paris, surpassent encore ceux de son père dans la voie que celui-ci avait ouverte.

### Peinture
Quant à ses portraits peints, leur technique est plus brillante et plus libre que celle de Jean. On y sent aussi l'influence de Holbein dans le portrait de Henri II, celle des Vénitiens et celle du Primatice dans le tableau signé de la collection Cook. Ainsi que celle du Titien (Vénus d'Urbino) dans les portraits de Diane de Poitiers.
Comme les maniéristes florentins, dans le portrait de son voisin et ami l'apothicaire Pierre Quthe, daté de 1562, il place à ses côtés un herbier qui rappelle son activité, et il met en espace son modèle dans un intérieur matérialisé par une table et un rideau.

Influence des maniéristes florentins
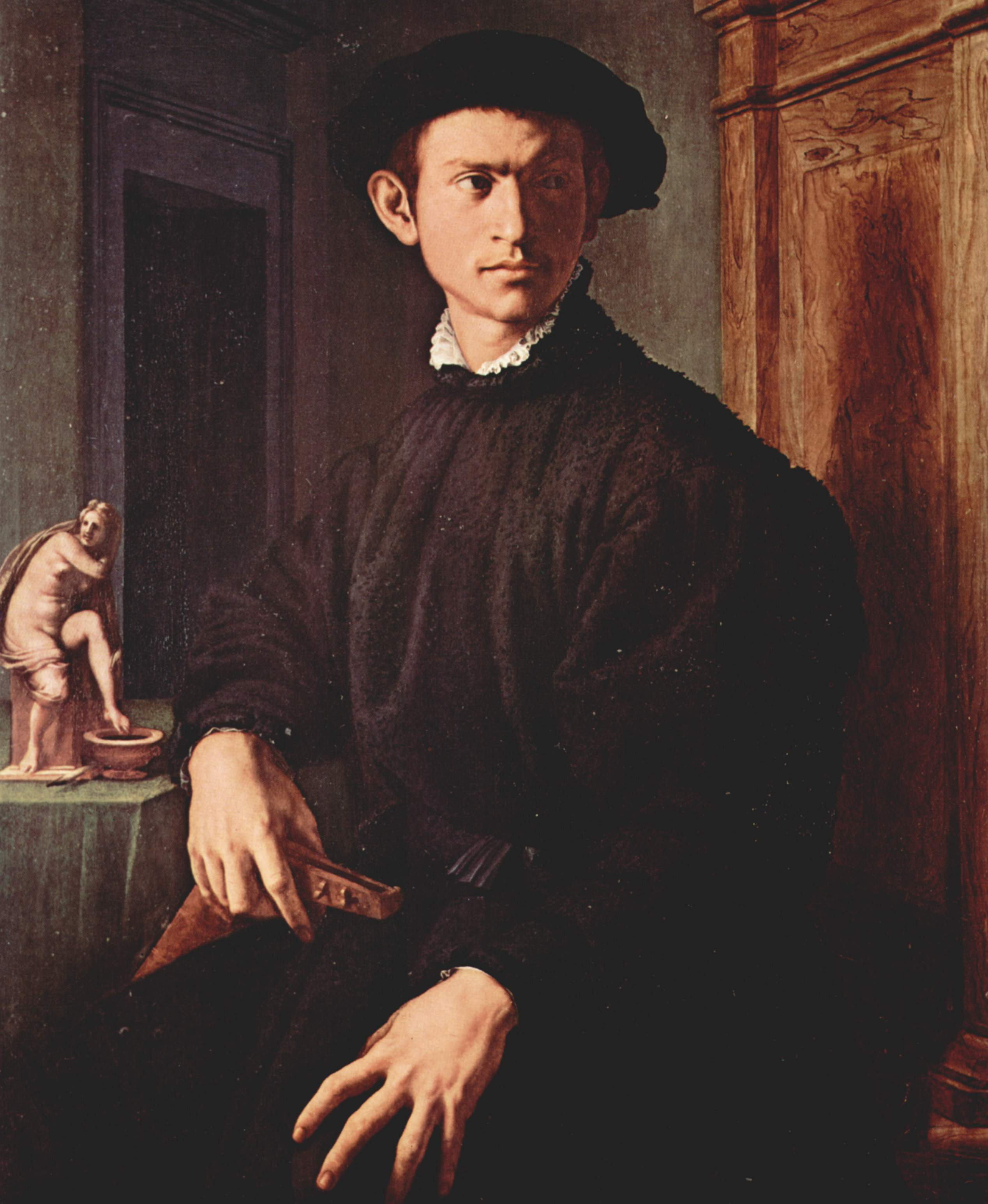
Jeune homme au luth Agnolo Bronzino musée des Offices
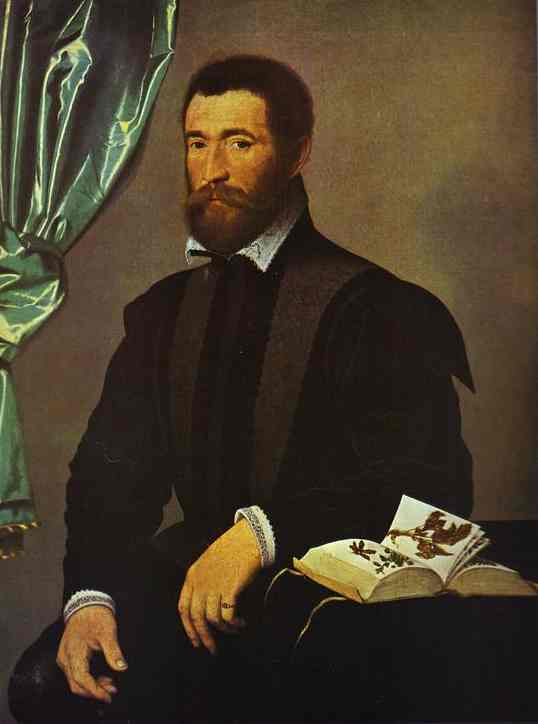
Pierre Quthe, apothicaire François Clouet musée du Louvre

Le petit portrait équestre conservé aux Offices, est presque une copie de celui du Louvre par son père. Il y a ajouté un paysage qui donne de la profondeur au tableau et des colonnes qui évoquent l'architecture antique.

Lien avec le travail de son père
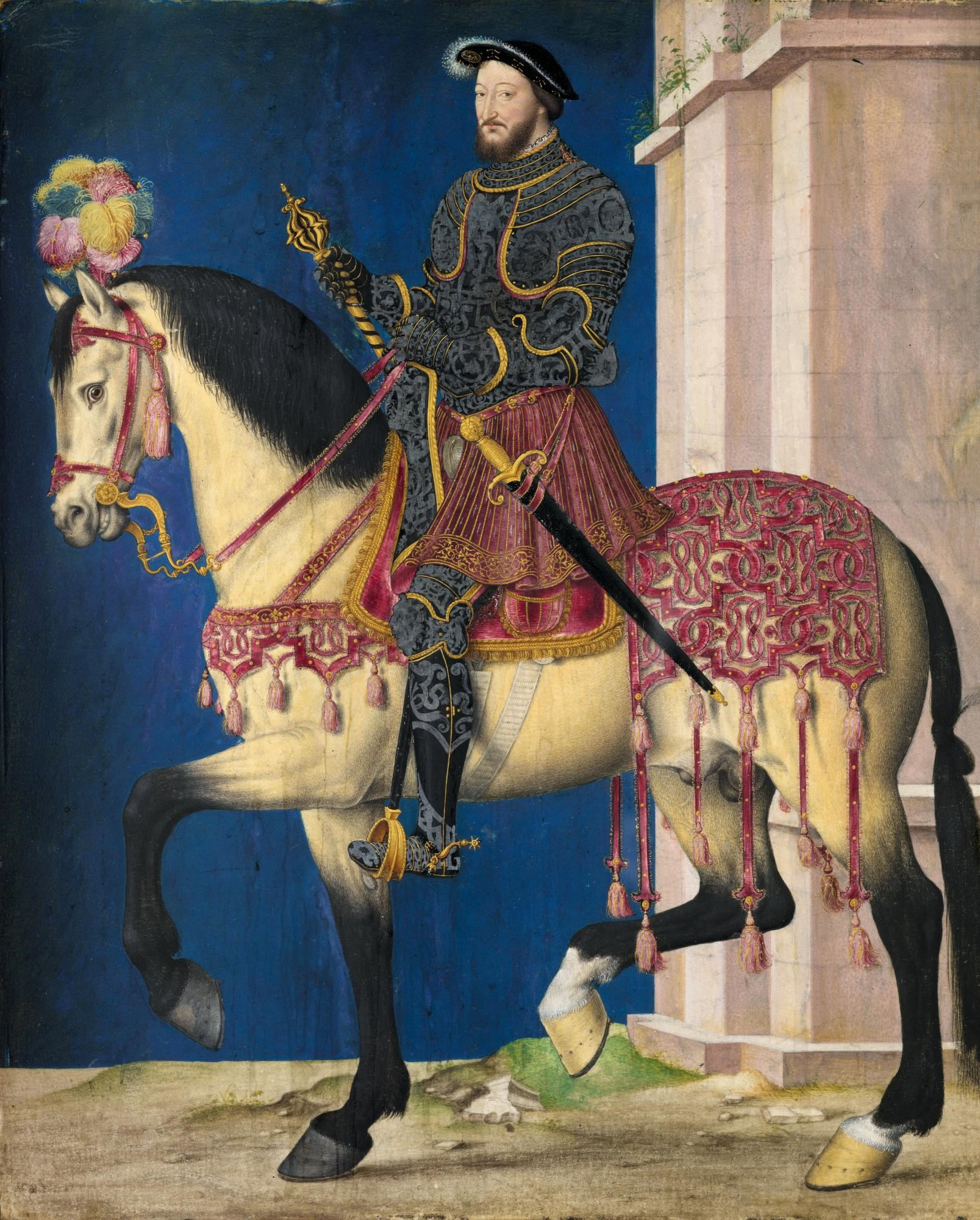
François Ier à cheval par Jean Clouet[4] Musée du Louvre
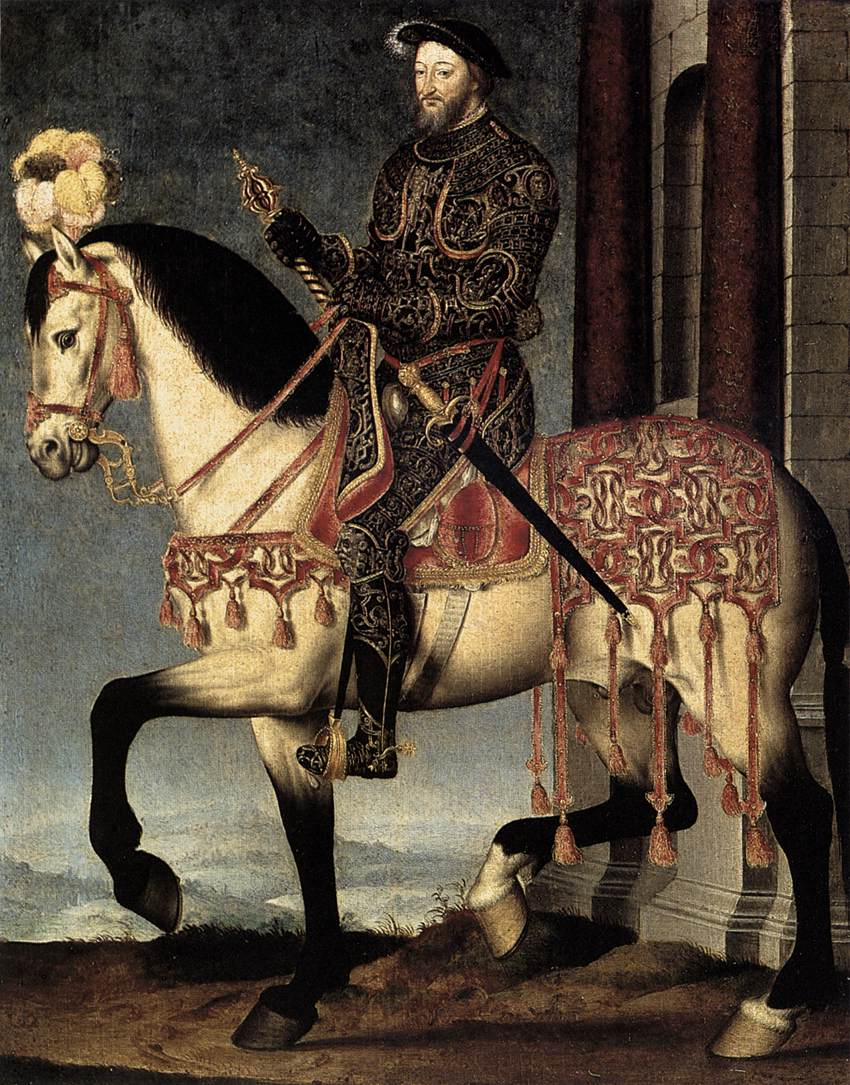
François Ier à cheval par François Clouet Musée des Offices

Portraits
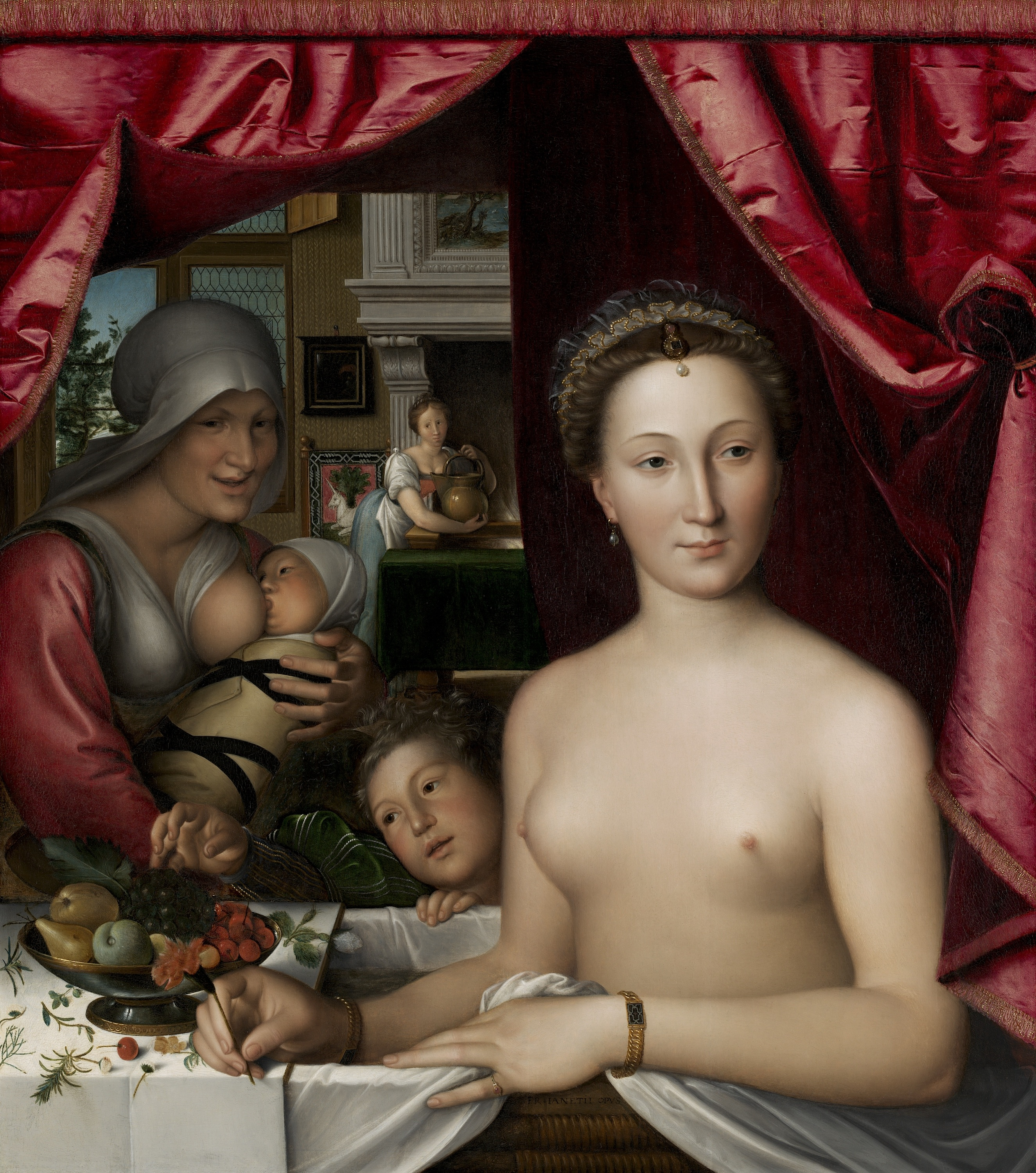
Dame au bain, 1571 National Gallery of Art.
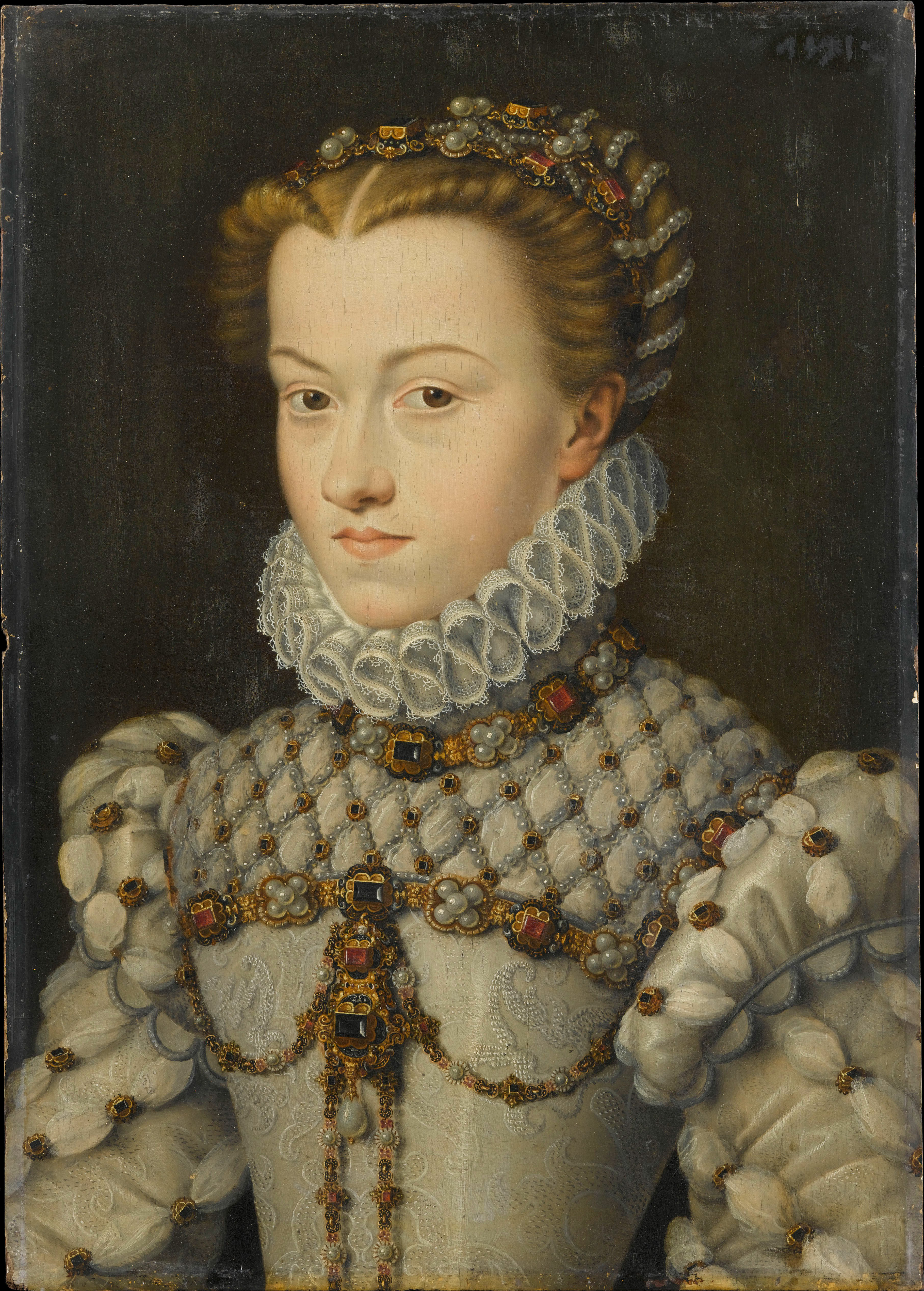
Élisabeth d'Autriche, 1571 Musée du Louvre.

- François Ier à cheval, huile sur bois, 27 × 22 cm, musée des Offices, Florence
- Henri II en pied, 1559, huile sur toile, 192 × 105 cm, Galerie Palatine, palais Pitti, Florence[5]
- Le Bain de Diane, 1558-1559, huile sur bois, 136 × 196,5 cm, Rouen, musée des beaux-arts de Rouen.
- Pierre Quthe, apothicaire, signé, 1562, bois, 91 × 70 cm, musée du Louvre[4]
- Charles IX, 1566
- Élisabeth d’Autriche, reine de France, épouse de Charles IX, v. 1571, bois, 36 × 26 cm, musée du Louvre[4]
- Dame au bain, 1571[6]
- Portrait d'une jeune princesse française, musée national du Luxembourg, Collection Bentinck-Thyssen[7]
- Portrait de Charles IX - Huile sur panneau - 36,2 x 25,4, Fondation Bemberg Fondation_Bemberg(Toulouse)
- Portrait du dauphin, futur François II, roi de France, gouache et or sur velin, 5.2 x 3.8 cm (forme ovale), musée du Louvre.
- Portrait de Charles de France (1522-1545), duc d’Angoulême, milieu du XVIe siècle, huile sur bois, 30 x 25 cm, musée des Beaux-Arts d’Orléans[8].
- Portrait de gentilhomme, huile sur bois, 26 x 21 cm, musée des Beaux-Arts d’Orléans (disparu durant la Seconde Guerre mondiale)[9].
- Portrait de princesse, huile sur bois, 24 x 18 cm, musée des Beaux-Arts d’Orléans (disparu durant la Seconde Guerre mondiale)[10].

### Autres travaux
En tant que peintre de cour, il participa à de grands projets comme ceux pour les funérailles de François 1er en 1547 et de Henri II en 1559, monarques dont il exécutera les masques mortuaires.

### Diffusion
Son œuvre fut abondamment copiée, d’où les problèmes d’attribution pour certaines d'entre elles. Mais l’art de François Clouet se diffuse largement grâce à son atelier où travaillent des peintres tels que Jacques Patin ou Simon Le Roy. On peut ainsi parler pour les portraits de cour de la formule « Clouet » qui ne changera pas durant des décennies.
À titre d'exemple, peut être cité le Portrait de Charles IX, toile de 31 × 17 cm de la collection Courtois du musée des Beaux-Arts de Chartres, « copie du Clouet du Louvre »,.